# Calyptites antediluvianum
Calyptites antediluvianum är en stekelart som beskrevs av Samuel Hubbard Scudder 1878. Calyptites antediluvianum ingår i släktet Calyptites och familjen bracksteklar. Inga underarter finns listade.